# Autoportrait (Matisse, 1918)
Pour les articles homonymes, voir Autoportrait (homonymie).
Autoportrait est un tableau réalisé par le peintre français Henri Matisse en janvier 1918. De format vertical, cette huile sur toile est un autoportrait dans lequel l'artiste se représente occupé à peindre vêtu d'un costume brun. Partie des collections du musée d'Orsay, à Paris, l'œuvre est conservée au musée Matisse du Cateau-Cambrésis, dans le Nord, depuis son dépôt en 1978.